# Leòcrit (general)
Leòcrit (Leocritus,  Λεώκριτος) fou un general de Farnaces I, rei del Pont.
En la guerra del Pont contra Èumenes II de Pèrgam, fou enviat a envair Galàcia el 181 aC. Les seves campanyes són pocs conegudes però consta que no era personatge de fiar, ja que quan la guarnició de Tium (potser Tios) a Paflagònia es va rendir sota promesa de salvar la vida, els va matar a tots tan bon punt van sortir.